# Demonax aurivillii
Demonax aurivillii là một loài bọ cánh cứng trong họ Cerambycidae.